# Partido Popular do Canadá
O Partido Popular do Canadá (em inglês: People's Party of Canada; em francês: Parti populaire du Canada, abreviado PPC) é um partido político federal populista de extrema-direita no Canadá  O partido foi fundado por Maxime Bernier em setembro de 2018, logo após sua renúncia do Partido Conservador do Canadá. É colocado na ala direita à extrema-direita do espectro político esquerda-direita.
O partido defende a redução da imigração para o Canadá em 150.000 por ano, eliminando a Lei de Multiculturalismo Canadense, retirando-se do Acordo de Paris, acabando com o bem-estar corporativo e acabando com o gerenciamento de suprimentos. Nas eleições federais de 2021, o PPC também se opôs aos bloqueios e restrições do COVID-19, passaportes de vacinas e vacinas obrigatórias.

## História
O PPC foi formado algumas semanas após a renúncia de Maxime Bernier, candidato na eleição de liderança do Partido Conservador do Canadá em 2017 e ex-ministro do Partido Conservador do Canadá. Em seu discurso de demissão, Bernier afirmou que estava saindo porque "eu percebi... que este partido é muito intelectual e moralmente corrupto para ser reformado". Bernier também afirmou que sob o líder da oposição Andrew Scheer, a quem Bernier terminou em segundo lugar nas eleições de liderança do partido em 2017, o Partido Conservador abandonou seus princípios em questões como correção política, bem-estar corporativo, reforma dos pagamentos de equalização e gestão da oferta. Bernier foi acusado por políticos conservadores proeminentes como os ex-primeiros ministros Stephen Harper e Brian Mulroney de tentar dividir a direita política. Ele respondeu no programa Power & Politics da CBC Television que queria se concentrar nos eleitores insatisfeitos e citou a ascensão política do presidente francês Emmanuel Macron como exemplo.